# Ignacio Carrasco
 Oscar Ignacio Carrasco Sotelo (Morelia, México, 30 de junio de 1982) es un jugador mexicano de fútbol que militara actualmente en el CF Mérida. Juega de mediocampista. 

## Trayectoria
Tuvo un papel destacado en el ascenso de los Gallos Blancos de Querétaro en el año 2006. Después de lograr el ascenso con Querétaro pasó por Monarcas Morelia, Mérida, Tijuana y León también militó con Correcaminos y Cruz Azul Hidalgo, también formó parte del equipo de Delfines FC, al desaparecer dicho club y no hallar opciones para jugar, quedó inactivo el resto del 2014, hasta que llegó a probarse con Mérida, pasó las pruebas y fichó con ellos.

## Clubes
| Club                   | País   | Año         |
| ---------------------- | ------ | ----------- |
| Monarcas Morelia       | México | 2002- 2005  |
| Querétaro FC           | México | 2005-2006   |
| Monarcas Morelia       | México | 2006-2009   |
| Club Tijuana           | México | 2009        |
| Club León              | México | 2010        |
| Correcaminos de la UAT | México | 2010-2012   |
| Cruz Azul Hidalgo      | México | 2012 - 2013 |
| Delfines FC            | México | 2013 - 2014 |
| CF Mérida              | México | 2015        |